# 차이나 소난골 국제항공
차이나 소난골 국제항공(영어: China Sonangol International Airlines)은 앙골라의 항공사로 2008년에 설립되어 루안다에 본사를 두고 있으며 루안다 콰트루 드 페베레이루 공항을 거점으로 운항하고 있다. 이전 명칭은 소온 에어(영어: SonAir)이다.

## 보유 기종[3][4]
| 기종                | 대수 | 주문 | 비고                    |
| ------------------- | ---- | ---- | ----------------------- |
| 에어버스 A318-100CJ | 1    | 0    | VIP 전용                |
| 보잉 727-200F       | 1    | 0    | 화물기 운항             |
| 보잉 737-700        | 2    | 0    | 윙렛 장착               |
| 보잉 747-400        | 2    | 0    | 아틀라스 항공 임차 운항 |
| 합계                | 5    | 0    |                         |